# Jean Rocchi
 (février 2010).
Si vous disposez d'ouvrages ou d'articles de référence ou si vous connaissez des sites web de qualité traitant du thème abordé ici, merci de compléter l'article en donnant les références utiles à sa vérifiabilité et en les liant à la section « Notes et références ».
Pour les articles homonymes, voir Rocchi (homonymie).
Jean Rocchi, né à Bandol le 23 août 1928, est un journaliste, romancier et dramaturge français.

## Biographie
Jean Rocchi a travaillé successivement à l’Union française d’information et au journal L’Humanité (politique, culture et grand reportage - 1963 1983).

## Œuvres
Rocchi est l'auteur de quatre essais sur le philosophe et artiste Giordano Bruno. Bruno lui a également inspiré une pièce de théâtre (parue chez Christophe Chomant, 2008) jouée à Alençon et au Festival d'Avignon (2008) par la Compagnie Bleue d'Alençon et une émission de France-Culture, Giordano Bruno cosmonaute de la pensée (1976). Sur cette même radio, il a réalisé Jean Roux égoutier, la bouche ouverte, Atelier de création (1981) Jean Rocchi a présenté deux expositions photos : Gentils enfants de notre planète, Plouescat (2011), Visages d'enfants, Paris, Champ de Mars (2015).

## Publications
- Ghardaïa au mois d'août et autres nouvelles d'Arabie, Christophe Chomant, 2014
- Le tunnel d'Eupalinos et autres nouvelles de Grèce, Christophe Chomant, 2016
- Mamma Rosa des Pouilles et autres nouvelles d'Italie, Christophe Chomant, 2017
- Béatrice Cenci, telle une fleur coupée , roman, éditions Esméralda, 2002
- La Télévision malade du pouvoir, Éditions sociales, 1974
- Informer, pourquoi comment, La Farandole, 1979, prix Jean Macé de la Ligue de l'Enseignement
- L'histoire littéraire de la France, Éditions Sociales, pour le Club Diderot, 1979, chapitres radio et télévision, ouvrage collectif
- Qu'est-ce que la science, pour vous ? Ouvrage collectif . Editions Matériologiques; 2019
- Agrandir la Terre, Carnets de routes, Editions Matériologiques, 2023
- La victoire des anges, mémoires, Editions Materiologiques, 2019
- Agrandir la Terre, carnet de routes, Editions Matériologiques, 2022
- Il va sauter par-dessus l'horizon, Conte, Editions Matériologiques, 2023
- Il y avait Emilie, y avait Rosa, y avait Théroigne, Editons matériologiques 2025

### Au sujet de Giordano Bruno
- L'Errance et l'Hérésie, François Bourin, 1989 (première biographie en France du personnage, traduite en italien et en chinois)  (ISBN 2-87686-039-2)
- Giordano Bruno après le bûcher, Complexe, 2000 (études sur son influence scientifique, philosophique et littéraire)  (ISBN 2 87027-806-3)
- L'irréductible, Syllepse, 2004 (sur les procès et la mort de Bruno)
- (ISBN 2-84797-048-7)Giordano Bruno. La vie tragique du précurseur de Galilée, André Versaille, 2011  (ISBN 978-2-87495-097-1)
- Giordano Bruno Précurseur des Lumière, Editions Matériologiques, 2018